# Phallodrilus obscurus
Phallodrilus obscurus är en ringmaskart som beskrevs av Cook 1969. Phallodrilus obscurus ingår i släktet Phallodrilus och familjen glattmaskar. Inga underarter finns listade i Catalogue of Life.